# 茶叶树萝卜
茶叶树萝卜（学名：Agapetes camelliifolia）为杜鹃花科树萝卜属下的一个种。